# Hopfenstange

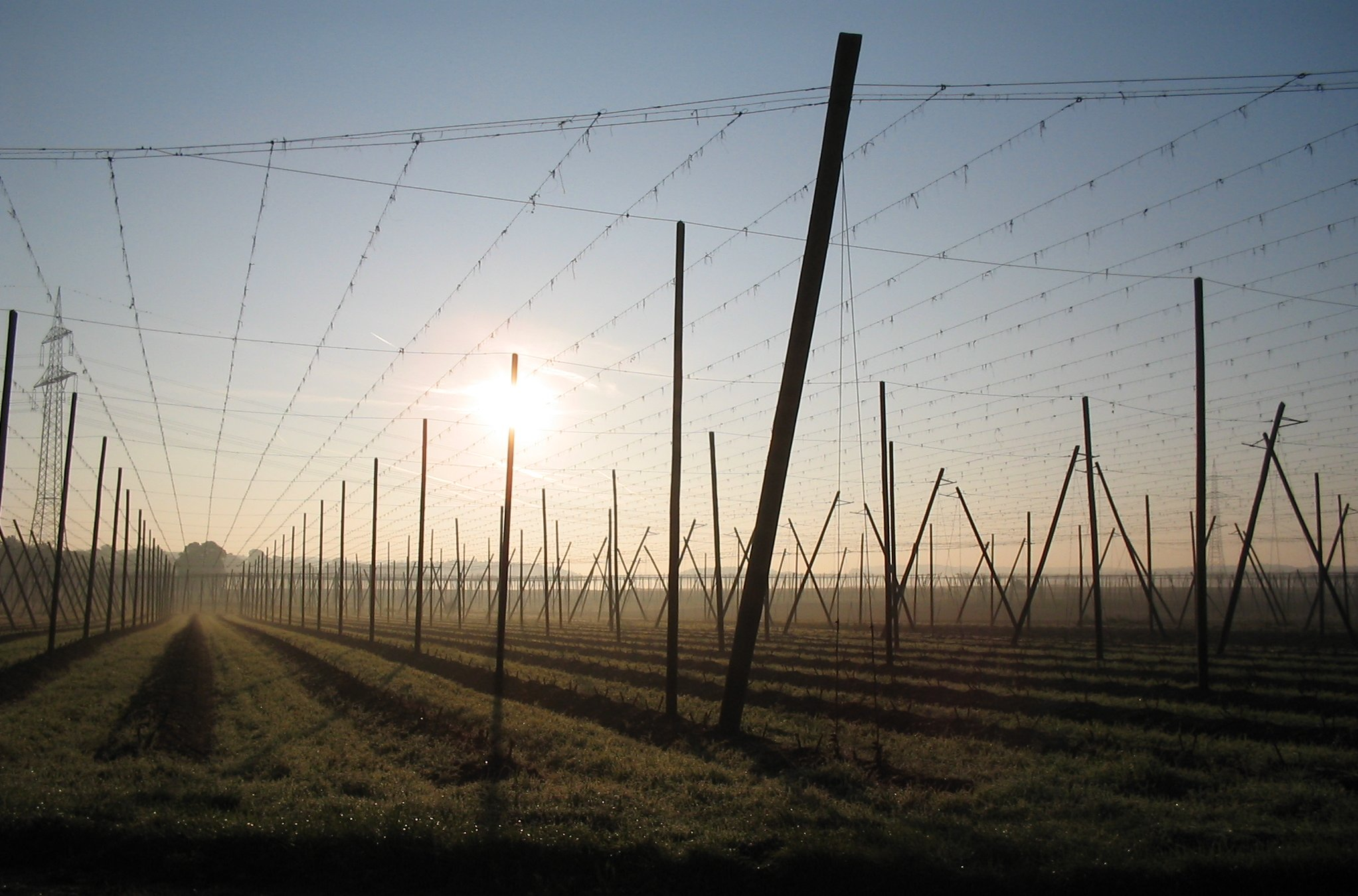
Hopfenstangen und -säulen in abgeernteten Hopfengärten in der Hallertau

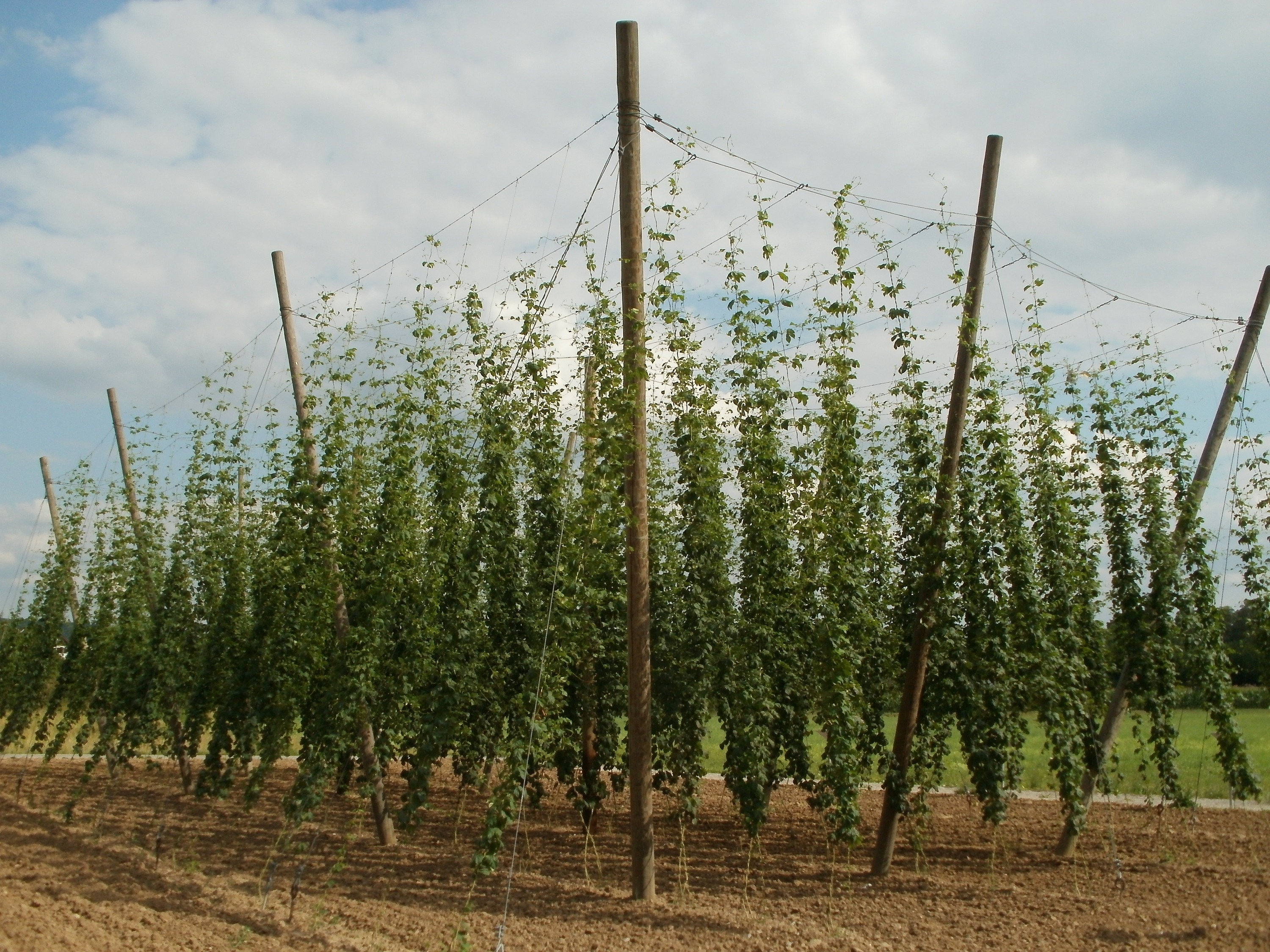
Hopfenstangen im Hopfenlehrpfad Sandhausen

Hopfenstangen heißen die in den Hopfen-Anbaugebieten verwendeten Stangen. Alte norddeutsche Bezeichnungen dafür sind auch Hopstiffel oder Hoppenrik. 
Hopfenstangen werden vornehmlich aus Nadelholz hergestellt, wofür zumeist Fichtenholz zum Einsatz kommt. Doch auch das Holz von Edelkastanie und Robinie ist dafür gefragt. Die Stangen sind bis zu 10 beziehungsweise 12 Meter lang und haben in der Regel einen Durchmesser von 7 bis 12 Zentimetern. Weil die Europäische Union immer mehr Holzschutzmittel verbietet, werden inzwischen Betonstangen eingesetzt.
Schwache Stämme oder Stammstücke, auf denen die Draht- oder Schnurspannungen, an denen der Hopfen schlingt, angebracht werden, heißen Hopfensäulen oder Hopfenmaste. Diese werden in der Regel imprägniert, um sie dauerhafter zu machen – früher häufig durch Kyanisierung. Jedoch fallen mit Holzschutzmitteln behandelte Stangen gemäß Altholzverordnung in die Altholzkategorie A4. Sie sind somit nicht für eine stoffliche Weiternutzung zugelassen.
Als wesentliche Elemente der so genannten Hopfengärten sind Hopfenstangen und -säulen in den großen Hopfenanbaugebieten landschaftsprägend.

## Sonstiges

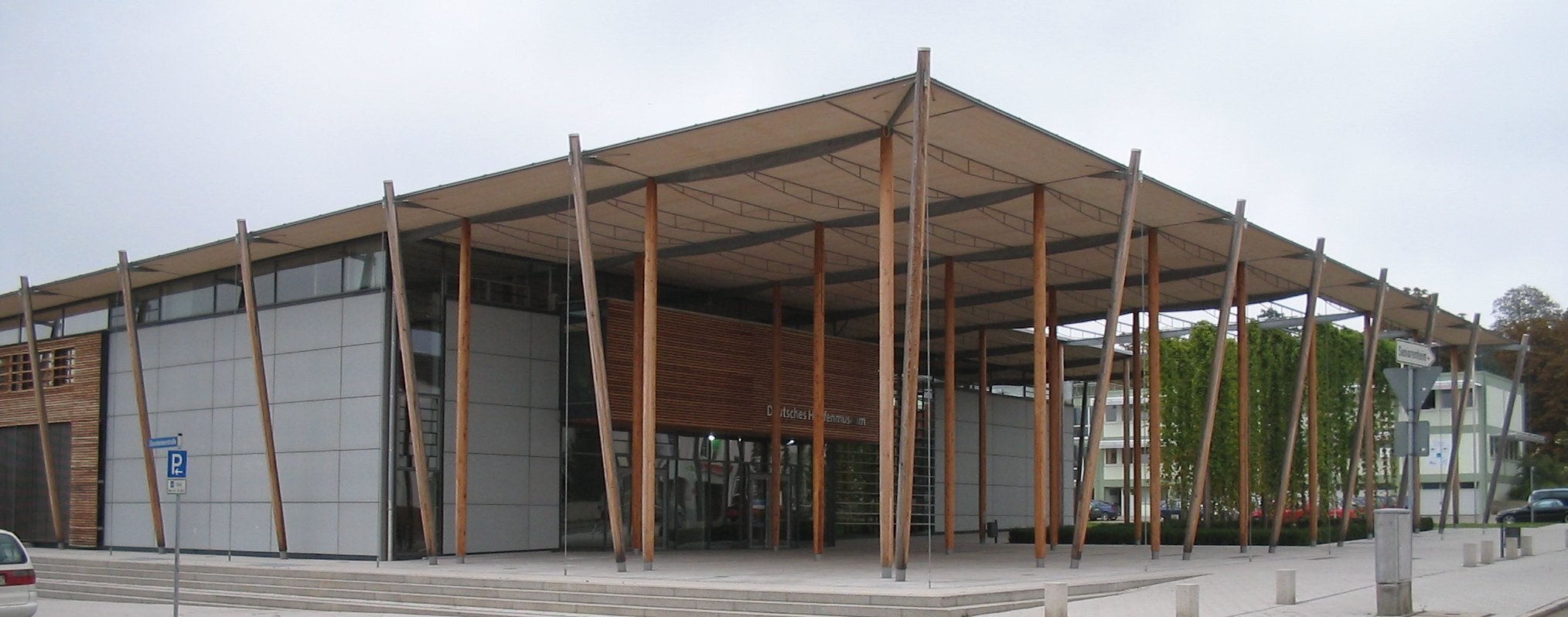
Das Gebäude des Deutschen Hopfenmuseums ist in Form eines Hopfengartens gestaltet, wobei die Dach- und Stützkonstruktion an das Nebeneinander der Hopfensäulen erinnern

Gelegentlich sind Hopfenstangen auch Objekte für Kunstaktionen, so etwa 2010 in Spalt und 2011 in Pfettrach. Das Gebäude des Deutschen Hopfenmuseums in Wolnzach ist in der Form eines Hopfengartens gestaltet, wobei die Dach- und Stützkonstruktion bewusst an das Nebeneinander der Hopfensäulen erinnern.
Im übertragenen Sinne wird umgangssprachlich manchmal auch eine groß gewachsene, dünne weibliche Person scherzhaft als Hopfenstange bezeichnet.